# Montaut, Dordogne
Montaut är en kommun i departementet Dordogne i regionen Nouvelle-Aquitaine i sydvästra Frankrike. Kommunen ligger i kantonen Issigeac som tillhör arrondissementet Bergerac. År 2022 hade Montaut 127 invånare.

## Befolkningsutveckling
Antalet invånare i kommunen Montaut
Referens:INSEE